# Campo de visão
Para o mesmo fenômeno na fotografia, veja ângulo visual.
Para a banda de J-pop, veja Field of View.

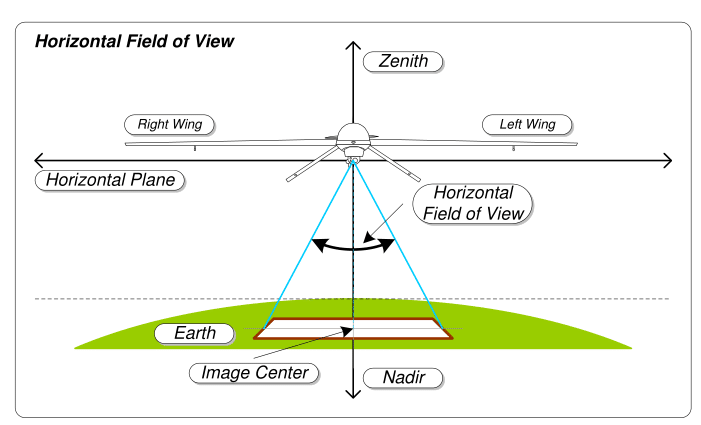
Campo de visão horizontal.

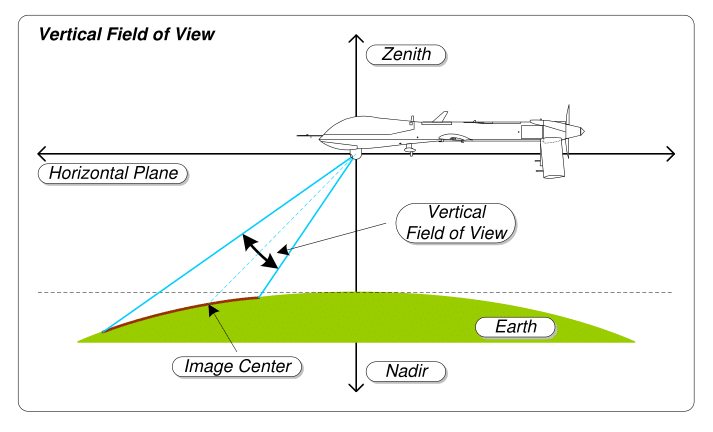
Campo de visão vertical.

O campo de visão (ou campo de vista) é a extensão angular de um ambiente ou semelhante que é vista em dado momento.
Os animais possuem diferentes campos de visão, dependendo no local de seus olhos. O humano possui um campo de visão em torno de 150 graus à frente, enquanto que alguns pássaros possuem um campo de visão de 360 graus completos, ou quase. Além disto, o alcance do campo de visão também varia verticalmente.
O alcance de habilidades visuais não é uniforme em um campo de visão e pode variar de animal a animal. Por exemplo, a visão binocular, a qual é importante para percepção de profundidade, só cobre 140 graus do campo de visão em humanos; os 40 graus restantes não possuem visão binocular (por causa da ausência de sobreposição das imagens criadas nos olhos que representam tais partes do campo de visão). Os pássaros antes citados teriam uma perda de 10 ou 20 graus no campo de visão durante visão binocular.

## Foco da visão humana
O olho humano corresponde a uma lente fotográfica de 22,3 mm, que exerga com nitidez/com foco apenas uma área de 10 graus. Toda vez que o olho humano troca o foco da visão (entre um objeto e outro, por exemplo), o sistema nervoso deixa de receber informações visuais por cerca de 0,1 segundo.
O cristalino é a estrutura ocular responsável por ajustar o foco da visão. É formado por duas superfícies convexas (biconvexa) gelatinosas, que concentram os raios luminosos e direcioná-los à retina.